# 8. Feldartillerie-Brigade (Deutsches Kaiserreich)
Die 8. Feldartillerie-Brigade war ein Großverband der Preußischen Armee.

## Geschichte
Die 8. Feldartillerie-Brigade wurde zum 1. Oktober 1899 in Halle an der Saale neu aufgestellt und die bisherige 8. Brigade in 15. Artillerie-Brigade umbenannt.
Am 16. Februar 1917 wurde sie zum Artillerie-Kommandeur 8 umfunktioniert, dem damit die taktische Führung der gesamten Feld- und schweren Artillerie oblag.
Die Brigade war von 1899 an Teil der 8. Division, die dem IV. Armee-Korps in Magdeburg zugeordnet war.

### Gliederung
- 1899 bis 1914

Torgauer Feldartillerie-Regiment Nr. 74 und Mansfelder Feldartillerie-Regiment Nr. 75
- Kriegsgliederung bei Mobilmachung 1914

Wie vor, zusätzlich 2. und 3. Kompanie Magdeburgisches Pionier-Bataillon Nr. 4
- Kriegsgliederung am 31. Oktober 1918

Torgauer Feldartillerie-Regiment Nr. 74 und I. Reserve-Fußartillerie-Regiment Nr. 1

### Erster Weltkrieg
Mit Kriegsbeginn wurde die Brigade ausschließlich an der Westfront eingesetzt. 
Zu den Kampfhandlungen, Gefechten und Schlachten siehe Kampfgeschehen der 8. Division.

### Brigadekommandeure
| Name                                       | Datum                                                   |
| ------------------------------------------ | ------------------------------------------------------- |
| Philipp Birck                              | 13. September 1899 bis 17. Mai 1901                     |
| Paul von Richter                           | 18. Mai 1901 bis 23. April 1904                         |
| Eugen Wittje                               | 24. April 1904 bis 18. Juni 1909                        |
| August Karl Henning Boehm                  | 19. Juni 1909 bis 15. Juni 1911                         |
| Ernst Bothe                                | 16. Juni 1911 bis 13. Juni 1915                         |
| Reinhard Karl Egon Freiherr von Massenbach | 14. Juni 1915 bis 15. September 1916                    |
| Arthur Philipp Flechtner                   | 16. September 1916 bis 17. Februar 1917                 |
| Walther Boltze                             | 18. Februar 1917 bis 30. April 1917                     |
| Kurt von Gilsa                             | 1. Mai 1917 bis 27. Februar 1918                        |
| Edwin Zunker                               | 28. Februar 1918 bis 14. April 1918                     |
| Martin Golling                             | 15. April 1918 bis Kriegsende                           |
| Reinhard Karl Egon Freiherr von Massenbach | 8. Januar 1919 bis 30. September 1919 (Demobilisierung) |